# Splitternackt (Album)
Splitternackt ist das 10. Studioalbum der deutschen Schlagersängerin Andrea Berg. Es wurde im  April 2006 veröffentlicht.

## Entstehung
Neben Andrea Berg wirken als Sängerinnen Gabi Goldberg und Caren Schweitzer Faus mit. An den Instrumenten sind Gitarrist Markus Wienstroer, Pianist Andreas Wegener, Akkordeonist Heinz Hox, Saxophonist Armin Tretter sowie F.M. Wilizil als Mandolinenspieler zu hören.

## Rezeption
Die Rheinische Post schrieb: „Splitternackt ist also nicht bloß ein reißerischer Titel, sondern offensichtlich auch ein Gefühlszustand der Sängerin, mit dem sie sich ihren Zuhörern gerne mitteilen möchte.“ Das Online Musik Magazin lobte die Fotos im Booklet und urteilte: „Die Aufmachung verspricht mehr, als das Album schließlich hält. Es ist gewiss nicht die Schuld der schönen Sängerin, die mit warmer Stimme und angenehmem Timbre ihre neuen Titel interpretiert, daß es ein enttäuschender Schlager-Einheitsbrei geworden ist.“

## Titelliste
| #  | Titel                                          | Autor(en)                                      | Produzent(en) | Länge |
| -- | ---------------------------------------------- | ---------------------------------------------- | ------------- | ----- |
| 1  | Du wolltest mich für eine Nacht                | Eugen Römer, Andrea Berg, Joachim Horn-Bernges | Eugen Römer   | 3:34  |
| 2  | Auch wenn ich fühl wie Du                      | Norbert Hammerschmidt, Eugen Römer             | Eugen Römer   | 3:47  |
| 3  | Alles an mir                                   | Norbert Hammerschmidt, Eugen Römer             | Eugen Römer   | 4:33  |
| 4  | Warum hast Du mir nie gesagt, bleib heut Nacht | Eugen Römer, Andrea Berg                       | Eugen Römer   | 3:18  |
| 5  | Splitternackt                                  | Norbert Hammerschmidt, Eugen Römer             | Eugen Römer   | 3:28  |
| 6  | Glaub nicht, dass sie Dich liebt wie ich       | Eugen Römer, Andrea Berg, Joachim Horn-Bernges | Eugen Römer   | 3:12  |
| 7  | Heut’ will ich nur mit dir                     | Eugen Römer, Joachim Horn-Bernges              | Eugen Römer   | 3:26  |
| 8  | Warum belügst Du mich                          | Eugen Römer, Joachim Horn-Bernges              | Eugen Römer   | 3:20  |
| 9  | Doch du sagst nicht wann                       | Norbert Hammerschmidt, Eugen Römer             | Eugen Römer   | 4:07  |
| 10 | Ein bisschen Wahnsinn                          | Eugen Römer, Joachim Horn-Bernges              | Eugen Römer   | 3:10  |
| 11 | Jedes Feuer stirbt einmal im Regen             | Eugen Römer, Andrea Berg, Joachim Horn-Bernges | Eugen Römer   | 3:40  |
| 12 | Geh noch nicht                                 | Eugen Römer, Joachim Horn-Bernges              | Eugen Römer   | 3:49  |
| 13 | Nein, das träum ich nicht allein               | Eugen Römer, Joachim Horn-Bernges              | Eugen Römer   | 3:36  |

## Chartplatzierungen
| ChartsChartplatzierungen | Höchstplatzierung | Wochen |
| ------------------------ | ----------------- | ------ |
| Deutschland (GfK)        | 1 (43 Wo.)        | 43     |
| Österreich (Ö3)          | 1 (43 Wo.)        | 43     |
| Schweiz (IFPI)           | 19 (16 Wo.)       | 16     |

## Auszeichnungen für Musikverkäufe
| Land/Region        | Auszeichnungen für Musikverkäufe (Land/Region, Auszeichnung, Verkäufe) | Verkäufe |
| ------------------ | ---------------------------------------------------------------------- | -------- |
| Deutschland (BVMI) | 5× Gold                                                                | 500.000  |
| Österreich (IFPI)  | Platin                                                                 | 20.000   |
| Insgesamt          | 5× Gold · 1× Platin ·                                                  | 520.000  |